# Jason Alexander
Jason Alexander, nome artístico de Jason Scott Greenspan (Newark, 23 de setembro de 1959) é um ator, comediante, apresentador e cineasta norte-americano. Vencedor do Emmy e do Tony, é mais conhecido por seu papel como George Costanza no seriado Seinfeld (1989-1998), pelo qual foi indicado a sete Primetime Emmy Awards consecutivos e quatro Golden Globe Awards.

## Biografia
Mais lembrado por ter interpretado o personagem George Costanza no sitcom Seinfeld. Também teve uma participação ativa no palco, representando em diversas peças musicais incluindo Jerome Robbins' Broadway em 1989, pelo qual ganhou o Tony Award como melhor ator em um musical. Ele apareceu na produção de Los Angeles do musical The Producers com Martin Short. Ele é ainda diretor artístico de "Reprise! Broadway's Best in Los Angeles", onde dirigiu vários musicais. Alexander também é, ainda, um ávido jogador de poker. Participou do clipe Trying Not To Love You da banda Nickelback, em 2012.

## Filmografia
- 1981 - The Burning - Dave
- 1981 - Senior Trip - Pete

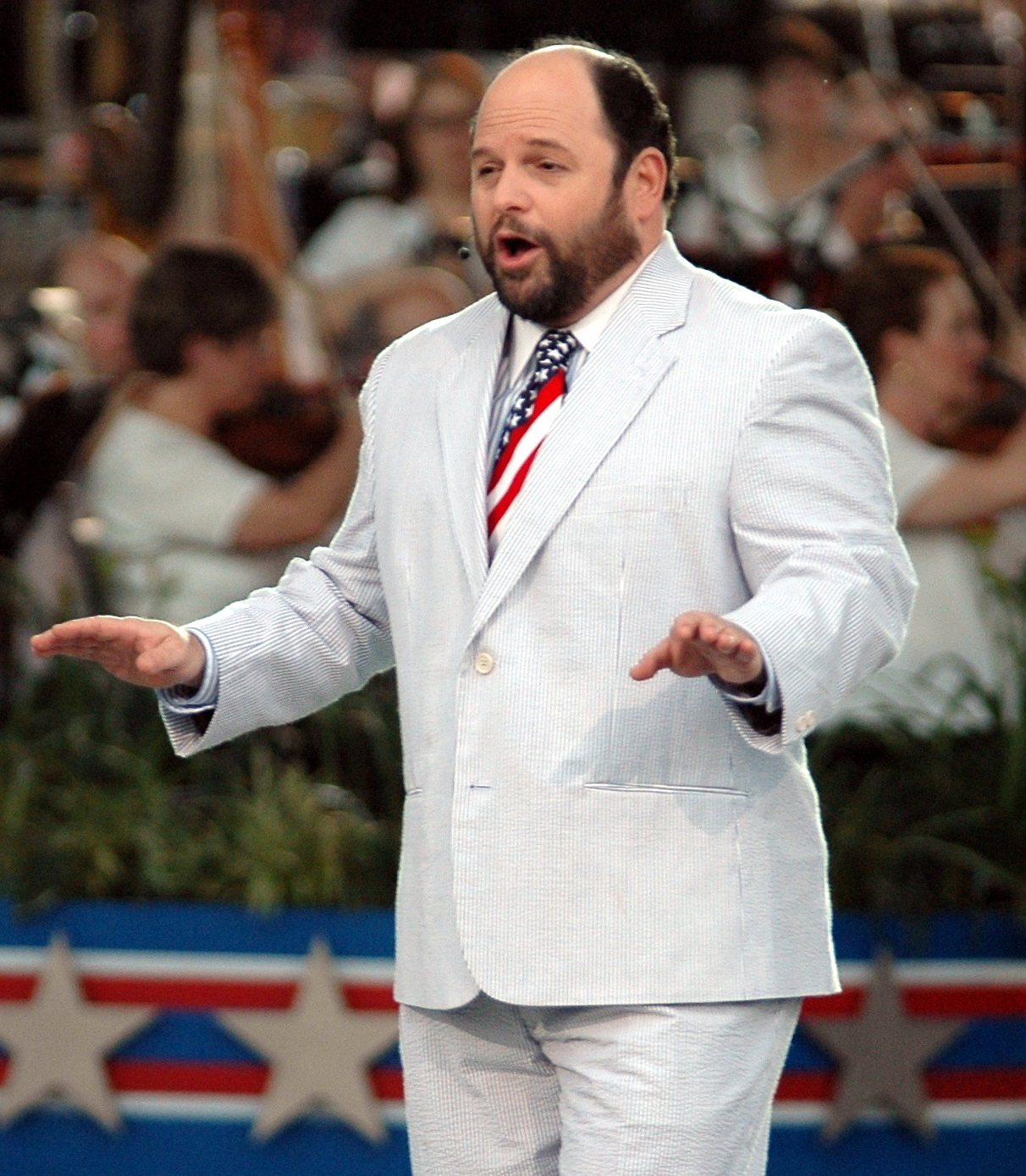
Alexander em 2006.

- 1986 - The Mosquito Coast - Clerk
- 1986 - Brighton Beach Memoirs - Pool Player
- 1989 - Seinfeld - George Costanza (1989 - 1998)
- 1990 - Pretty Woman - Philip Stuckey
- 1990 - White Palace - Neil
- 1990 - Jacob's Ladder - Geary
- 1991-1992 - Dinosaurs - várias vozes
- 1992 - I Don't Buy Kisses Anymore - Bernie Fishbine
- 1993 - Coneheads - Vizinho de Larry Farber
- 1993 - Sexual Healing
- 1993 - For Goodness Sake
- 1994 - Chance And Yhings - irmão de Channy Sam
- 1994/97 - Duckman - Duckman (voz)
- 1994 - The Paper - Marion Sandusky
- 1994 - North
- 1994 - Blankman
- 1994 - The Return of Jafar - Abis Mal (voz)
- 1995 - Bye Bye Birdie - Albert
- 1995 - The Last Supper
- 1996 - The Hunchback of Notre Dame - Hugo (voz)
- 1996 - Dunston Checks In
- 1996 - For Better Or Worse
- 1997 - Love! Valour! Compassion! - Buzz Hauser
- 1997 - Cinderella - Lionel
- 1998 - Denial - Art Witz
- 1999/00 - Dilbert - Catbert (voz)
- 1999 - Love and Action in Chicago - Frank Bonner
- 1999 - Star Trek Voyager - Kurros - (Temporada 5 Episódio 20 - data original abril)
- 2000 - The Adventures of Rocky and Bullwinkle - Boris Badenov
- 2001 - The Trumpet of the Swan - voz
- 2001 - Shallow Hal - Mauricio Wilson
- 2001 - Curb Your Enthusiasm - ele mesmo
- 2001 - Friends - Earl (The One Where Rosita Dies)
- 2001 - Bob Patterson - Bob Patterson
- 2002 - The Hunchback of Notre Dame II - voz
- 2002 - The Twilight Zone (2002)  - Morte
- 2002 - The Man Who Saved Christmas
- 2002 - 101 Dalmatians II: Patch's London Adventure - Lightning - voz
- 2003 - Malcolm in the Middle - Leonard -
- 2004 - A Christmas Carol - Jacob Marley
- 2004/05 - Listen Up!
- 2005 - Monk - Marty Eels in Mr. Monk and the Other Detective
- 2006 - How to Go Out on a Date in Queens - Johnny
- 2006 - Snoop Dogg's Hood of Horror - Executivo da Gravadora Britânica
- 2006/07 - Everybody Hates Chris - Diretor Edwards
- 2007 - Ira and Abby - Psicólogo
- 2007 - Thank God You're Here
- 2008 - The New Adventures of Old Christine
- 2008 - Criminal Minds
- 2009 - Meteor - Dr. Chetwyn
- 2009 - Hachiko: A Dog's Story - Carl
- 2010 - Fish Hooks - Mr.Nibbles
- 2010 - The Cleveland Show - Saul Friedman
- 2010 - A Fairly Odd Movie: Grow Up, Timmy Turner! - Cosmo humano
- 2011 - Franklin & Bash - Carter Lang
- 2012 - Two and a Half Men - Dr. Goodman (Participação especial no episódio The Straw in My Donut Hole)
- 2013 - Community - Participação especial no episódio 04x09 - Intro To Felt Surrogacy